# Роллер-дерби
Ро́ллер де́рби (англ. Roller derby) — контактный командный вид спорта на роликовых коньках, квадах. Является преимущественно женским видом спорта, но также приобретает популярность в соревнованиях среди мужских, смешанных и юниорских команд. Был в списке новых видов спорта, планируемых к добавлению к олимпийской программе в 2020 году.

## Правила игры
Игра называется баутом и длится 60 минут, разделённых на два периода по 30 минут, каждый из которых делится на неограниченное количество джемов (отрезок игры до двух минут) внутри него.. Игра ведётся на треке овальной формы, его размеры — 26,8 м в длину и 16,7 м в ширину. На нём есть четко видимые линии пивота и джеммера. За границами есть скамейка пенальти, куда отправляются нарушители. В бауте принимают участие две команды, игроки могут постоянно сменять друг друга, нет четко закреплённых за игроками позиций. Одновременно на треке в течение джема находится по 4 блокера и 1 джеммеру от каждой команды. Всего в игре участвует до 15 игроков — командный состав, 5 запасных игроков, до 4 человек — тренеры и менеджеры.
Джеммеры зарабатывают очки, обходя блокеров противоположной команды — по одному очку за каждого блокера и джеммера, если его обогнали на круг. Задача блокеров при этом — не пропустить джеммера противников и помочь своей.
Команда, набравшая больше очков к концу баута, побеждает. Пенальти назначается тем, кто блокировали запрещенными зонами в запрещенные зоны тела.
Разрешённые зоны блокирования (ими можно блокировать или выбивать): бедра, живот, бока, руки до локтей от плеч, спина, грудь, ягодицы.
Запрещённые зоны блокирования (в них нельзя блокировать или использовать их для выбивания): позвоночник, голова, шея, руки от кистей до локтей, ноги от ступней до коленей.

## История роллер дерби. Начало
В 1929 году, в начале Великой депрессии, Лео Зельцер, занимавшийся тогда продвижением кинофильмов и не особенно преуспевавший, заметил что танцевальные марафоны с денежным призом среди безработных участников отбивали публику у кинотеатра, где он тогда работал, поэтому он решил попробовать извлечь выгоду из этого тренда. Зельцер начал проводить свои собственные танцевальные марафоны, которые скоро стали называть «вокатлонами» так как участники обычно просто прохаживались туда-сюда на протяжении конкурса (который мог продолжаться до 40 дней!) Сотни безработных участвовали в надежде выиграть деньги.
В 1935 году вокатлоны утратили новизну, зато популярность катания на роликах снова выросла. Рассказывают, что во время обсуждения статьи о том, что 93 % американцев стояли на роликах хоть раз в жизни, Зельцеру на спор предложили изобрести спорт, включающий в себя езду на роликах. Перебрав несколько идей Зельцер решил скрестить популярные тогда шестидневные заезды на велосипедах и ролики.
В августе того же года Зельцер организовал Трансконтинентальное роллер дерби — мероприятие, которое длилось больше месяца. Оно проходило в «Колизее Чикаго» и было симуляцией гонки по пересечённой местности в которой 25 команд из двух игроков (мужчина и женщина) делали тысячи кругов по деревянному овальному наклонному треку, катаясь 11 с половиной часов в день, чтобы покрыть три тысячи миль (расстояние между Лос-Анджелесом и Нью-Йорком). Прогресс команд показывался разноцветными огнями, отмечающими их воображаемое продвижение на огромной карте Соединённых Штатов. Команда дисквалифицировалась если ни одного из членов команды не было на треке в какой-либо момент из времени заезда. Шестнадцать команд вышло из гонки из-за травм или изнеможения, но девять финишировали.
Шоу имело успех и Зельцер отправился с ним на гастроли, устраивая мероприятия в разных городах. В 1938 году спортивный журналист Дэймон Раньон посмотрел матч в Майами и понял, что периодически случающиеся при обгоне столкновения и падения гонщиков привлекают внимание и волнуют публику. Он предложил Зельцеру изменить игру в сторону большего контакта между игроками, включая впечатывание соперников во внешнее ограждение, толчки локтями, а также преувеличенно эффектные удары и падения. Сначала Зельцер отнесся к затее скептически, так как не хотел подрывать легитимность спорта, но в итоге согласился на эксперимент. Фанатам нововведения понравились.

## Популяризация в массовых медиа
29 ноября 1948 года в 8:30 вечера роллер дерби дебютировал на телевидении, начав 13-недельную серию показов на канале CBS-TV задолго до того, как телевидение стало широко использоваться. Первые показанные бауты проходили между командами представляющими Нью-Йорк и Бруклин четыре раза в неделю в здании арсенала 69-го полка (историческом месте, так же использовавшемся для съёмок фильмов, выставок и социальных мероприятий). Это было реже, чем обычно у команд на гастролях, где они выступали каждый день, а по воскресеньям дважды. Несмотря на то, что немногие в то время владели личными телевизорами, трансляцию можно было видеть в барах и на электронных витринах.
Несовершенство средств съемки и трансляции позволяло сделать так, чтобы средних размеров аудитория, присутствующая на баутах, выглядела так, как будто трибуны были забиты под завязку, что привлекло большое количество зрителей на последующие матчи. Поначалу в Арсенале бывало несколько сотен зрителей, но скоро количество возросло до пяти-семи тысяч.
Затем, в июне 1949, Зельцер договорился об играх в «Мэдисон-сквер-гарден» — большой крытой спортивной арене, что помогла привлечь 55000 посетителей за 5 дней. Для сезона 1949—1950 года Зельцер открыл франчайзинговые команды и сформировал Национальную Роллер Дерби Лигу (англ. National Roller Derby League, NRDL). Она состояла из шести команд: the New York Chiefs, the Brooklyn Red Devils, the Jersey Jolters, the Philadelphia Panthers, the Washington-Baltimore Jets, и the Chicago Westerners.
Во время плей-оффа NRDL были распроданы все билеты в «Мэдисон-сквер-гарден» на неделю вперёд. Это был звёздный час первой инкарнации дерби. Активное использование новых технологий позволило привлечь большую фанатскую аудиторию и вывести спорт на национальный уровень.

## Упадок
В ранние шестидесятые годы после того, как Лео Зельцер передал бизнес своему сыну Джерри, у роллер дерби появились конкурирующие франшизы (одна из них называлась Roller Games и была известна своей эпатажностью, зрелищностью и нарочитым театрализованным насилием). Некоторые из них больше делали упор на шоу, чем на спорт. Вследствие этого популярность роллер дерби начала падать и в 1973 году Джерри Зельцер закрыл созданную им ранее Международную Роллер Дерби Лигу (англ. International Roller Derby League, IRDL). В 1973 году прошла последняя игра IRDL, потому что из-за бензинового кризиса семидесятых выросли расходы на перемещение игроков и зрителей на игры, а также внезапной смерти первой команды по роллер дерби в автомобильной аварии.
В восьмидесятых и девяностых было несколько неудачных попыток возродить роллер дерби. Это были Roller Jam, в которых игроки катались на инлайнах на покатом треке в форме восьмёрки, в свободных зонах которого были ямы с аллигаторами. Две остальные попытки были American Skating Association и International Roller Skating League. Некоторые версии этого спорта в то время, включая Roller Jam, включали в себя постановочные действия и сюжет, так же как и в профессиональном рестлинге. Это время называют «Тёмным Периодом роллер дерби». В то же время многие из девушек, которые вошли в состав первых дерби команд в двухтысячных, вдохновились именно этим временем, когда были юными девочками.

## Новая волна: Техас
В ранних двухтысячных в городе Остин (штат Техас) началось возрождение роллер дерби. Начиная с первой женской лиги Texas Rollergirls, возникающие команды управлялись самими атлетками. В последующие года спорт менялся и становился более доступным для спортсменок. Широкое распространение получил плоский трек, потому что его было можно разметить на роллердроме или в спортзале, вместо того, чтобы строить большой покатый трек. Это дало возможность играть где угодно. К 2010 году по всему миру насчитывалось более 450 команд на плоском треке. Для того, чтобы играть на плоском треке потребовались новые правила, поскольку игра стала менее быстрой, появились новые приемы и потребовалось систематизировать нововведения.

## WFTDA
WFTDA — Women’s Flat Track Derby Association — женская ассоциация по роллер дерби на плоском треке. Первоначально называлась United League Coalition (ULC). В 2004 ULC была просто неформальным форумом, на котором существующее лиги общались, чтобы подготовиться к межлиговым играм. Так же она использовалась для обмена информацией для помощи новым начинающим лигам. ULC эволюционировала в более формальную организацию в июле 2005 года, когда представители 20 лиг встретились в Чикаго, чтобы обсудить создание руководящего органа для женского роллер дерби на плоском треке. На собрании была принята система голосования, а также цели и расписание проведения игр между лигами. Среди целей была разработка стандартного дизайна трека и общих правил игры. Дизайн и правила были разработаны и приняты позднее в этом же году. В ноябре 2005 года название ассоциации было изменено на WFTDA. В 2006 году дизайн трека и правила были опубликованы на сайте организации. В июне 2008 года комитет правил WFTDA создал форум вопросов и ответов, чтобы «обеспечить четкие и окончательные ответы о стандартных правилах WFTDA», а в июле WFTDA начала программу сертификации рефери. Официальный журнал ассоциации fiveonfive начал публиковаться в сентябре 2008 года. В ноябре было объявлено, что лиги-участницы WFTDA будут разделены на четыре, а не на два региона — западный, южно-центральный, северо-центральный и восточный. В каждом регионе был запланирован свой турнир, затем шел национальный чемпионат.
В апреле 2009 года WFTDA опубликовала обновлённые правила (это была их четвёртая версия; в данный момент используется восьмая). Эти правила стали обязательными к выполнению на всех санкционированных WFTDA баутах с июля того же года. В начале 2013 географические регионы были заменены на три дивизиона, каждый из которых действовал по всему миру. Тем не менее, предвидя продолжение роста количества участников, WFTDA заявила, что дальнейшее развитие вероятно будет включать новые региональные структуры вместе с системой дивизионов. В 2016 WFTDA расширила свои антидискриминационные меры защиты так что они включили трансгендерных женщин, интерсекс-женщин и людей с небинарными идентичностями.

## Особенности современного роллер дерби
1. Среди игроков роллер дерби популярно выступление в баутах под дерби-именами, в которых намеренно используется игра слов с сатирическими, комично-агрессивными и сексуальными каламбурами, а также аллитерацией и аллюзивными ссылками на поп-культуру[3].
2. Транс-инклюзивность.

В 2011 году WFTDA впервые официально заявила о транс-инклюзивности, выпустив официальное постановление, согласно которому к игре допускались транс*девушки, но от них требовалось обязательное прохождение заместительной гормональной терапии. В 2016 году это постановление было обновлено и сейчас к игре допускаются все люди, идентифицирующиеся как девушки, а также интерсекс-люди и люди с небинарными гендерами, которые чувствуют, что им наиболее комфортно выступать именно в женской лиге. Требование по приему гормонов было снято.
Кроме развития инклюзивности женских и мужских команд всё большее развитие получаются смешанные команды, где игроки не просто играют в непривычном составе, но и где находят комфортное пространство те люди, которым не хочется выбирать никакой из двух «официальных» гендеров. Иметь доступ к пространству, где ты не «мужчина-скейтер» или «женщина-скейтер», а просто скейтер может быть очень важным и необходимым переживанием для некоторых игроков.

## Роллер дерби в России
В 2013 году была создана команда White Night Furies из Санкт-Петербурга, первая команда в стране. За 8 лет существования команда превратилась в лигу, насчитывающую 4 команды — White Night Furies (выездная команда), Ingria Rollers (выездная команда), The Baltic Witches (домашняя команда), LEMUR — команда судей на роликах и без них и комментаторов.

## Система управления командой
В большинстве команд и лиг по всему миру система управления — горизонтальная. Команды управляются при помощи комитетов, менеджера или орг комитета (аналог board of directors).

## В искусстве
- «Сенсация Канзас-сити» (Kansas City Bomber), 1972 - американская спортивная драма 1972 года производства Metro-Goldwyn-Mayer, режиссер Джерролд Фридман, в главной роли Ракель Уэлч. Это также одно из самых ранних появлений Джоди Фостер в кино.
- «Катись!», 2009 — американский фильм по новелле Шоны Кросс[англ.]. Основная часть сюжета построена на участии главной героини в роллер-дерби.
- В 1 серии 2 сезона сериала 9-1-1: Одинокая звезда команда главных героев выезжает на роллердром, чтобы спасти травмировавшуюся участницу роллер-дерби. В процессе выясняется, что одна из пожарных - Маржан Марвани ранее занималась этим спортом. Её приглашают в команду на роль пострадавшей девушки, что демонстрируется в 4 серии того же сезона.
- В 7 серии 12 сезона мультсериала Американский папаша! Хейли мечтает попасть в команду по роллер-дерби. Её соглашаются взять, при условии, что она позовёт с собой свою «сестру» - Стива.